# 25322 Rebeccajean
25322 Rebeccajean este un asteroid din centura principală de asteroizi.

## Descriere
25322 Rebeccajean este un asteroid din centura principală de asteroizi. A fost descoperit pe 19 martie 1999 la Socorro, New Mexico, în cadrul proiectului LINEAR. Asteroidul prezintă o orbită caracterizată de o semiaxă mare de 2,32 ua, o excentricitate de 0,08 și o înclinație de 3,0° în raport cu ecliptica.